# Konvent oblátů (Teplá)
Konvent oblátů existoval v Teplé v letech 1927–1940.

## Historie konventu
V malé vesničce Teplé ve farnosti Sutom na Lovosicku byl roku 1710 objeven železitý léčivý pramen, při němž byla vystavěna dřevěná kaple Navštívení Panny Marie. Vznikly zde na určitou dobu malé lázně a Teplá se stala vyhledávaným poutním cílem. Dřevěná kaplička byla roku 1768 stržena a místo ní postavena kamenná.
Toto poutní místo si vybrali obláti pro stavbu nového konventu. V letech 1926–1927 byl postaven klášter Neposkvrněného početí Panny Marie s kostelem téhož zasvěcení. Při konventu byl založen obláty i vlastní juvenát, kde roku 1934 bylo celkem 55 chovanců, kteří navštěvovali speciální německou školu pro misionáře. Proto byl konvent v Teplé ze všech domů oblátů v litoměřické diecézi nejpočetnější a například roku 1938 měl celkem 13 členů. Patrně v roce 1940 byl konvent dočasně uzavřen, protože misijní škola nemohla ve válce existovat, a až do konce války, ani potom, nebyl již obnoven.